# برف‌خور

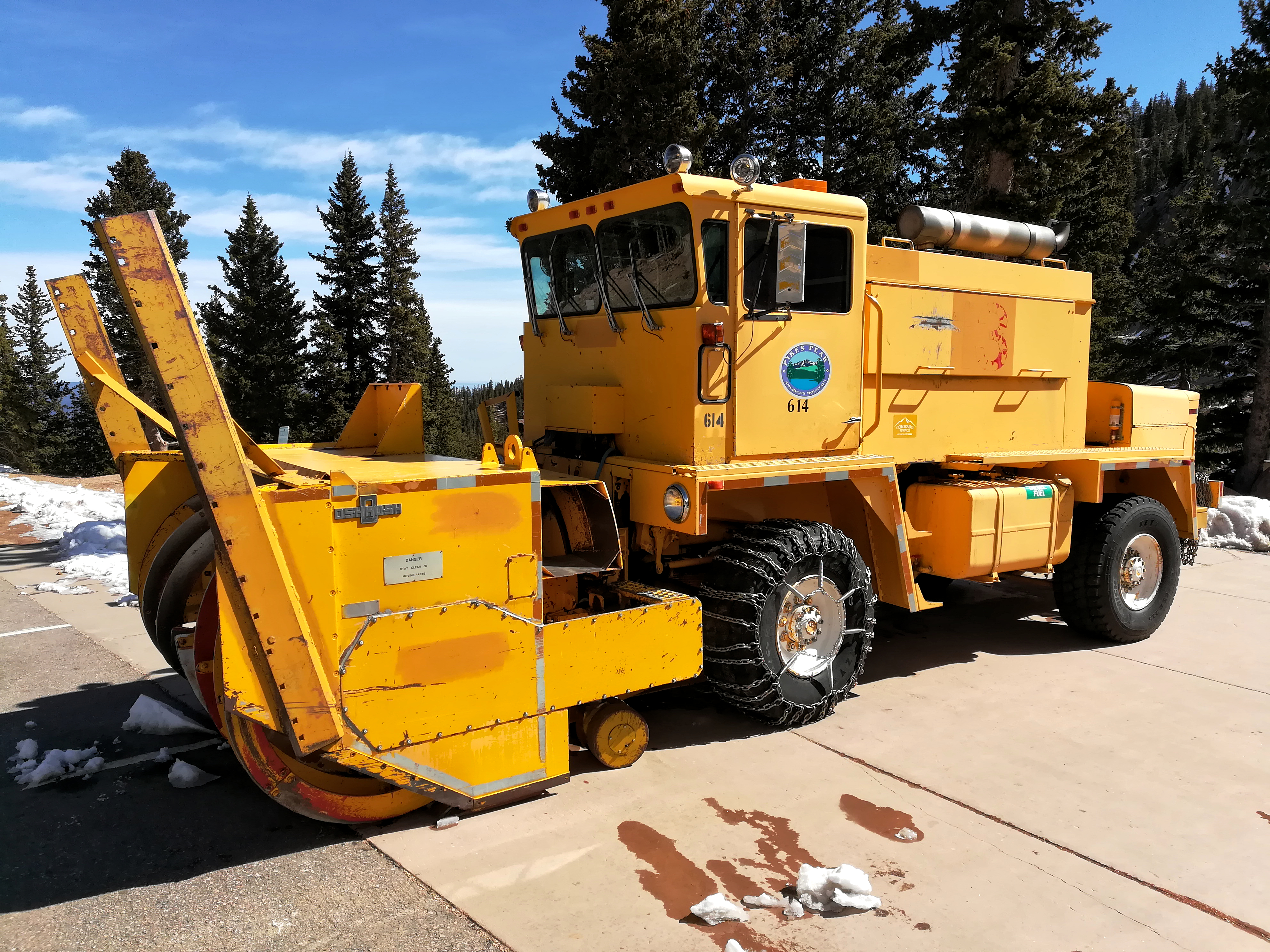

بَرف‌خور نام گونه‌ای از ادوات راه‌داری است.
این خودروها با قدرت مکش زیاد، برف‌ها را از جاده‌ها به درون دستگاه کشیده و به شعاع ۱۰۰ متری جاده پرتاب می‌کنند.
این دستگاه برای پاکسازی سطح جاده‌ها، خیابان‌ها و باند فرودگاه‌ها از برف به کار می‌رود که این امر جاده‌ها را تمیز می‌کند و از تخریب راه‌ها هم جلوگیری می‌شود. دستگاه برف‌خور با چرخش هد مارپیچ، برف‌های جمع شده را از مسیر کانال خروجی به بیرون از جاده پرتاب می‌کند. ظرفیت برف‌روبی این دستگاه بیش از ۶۵۰ تن در ساعت می‌باشد.
دستگاه برف‌خور بیشتر در جاده‌ها به‌کار می‌رود و برای سطح شهر مناسب نیست چون برف خیابان را به پیاده‌رو منتقل می‌کند و سبب مسدود شدن پیاده‌روها می‌شود.
البته گونه‌ای از این دستگاه وجود دارد که برف موجود در سطح خیابان را به داخل مکیده و با ذوب کردن آن، آب را به کناره‌های خیابان هدایت می‌کند تا درون جوی‌های آب بریزد.